# Егоров, Анатолий Иванович (легкоатлет)
Анато́лий Ива́нович Его́ров (род. 6 мая 1933) — советский легкоатлет, специалист по спортивной ходьбе. Выступал на всесоюзном уровне во второй половине 1950-х годов, обладатель серебряной медали чемпионата Европы, победитель и призёр чемпионатов страны, бывший рекордсмен мира в ходьбе на 50 км. Мастер спорта СССР (1955).

## Биография
Родился 6 мая 1933 года.
Занимался лёгкой атлетикой в Бобруйске, Москве и Ленинграде. Представлял Вооружённые Силы, Спортивный клуб армии.
Впервые заявил о себе на международном уровне в сезоне 1954 года, когда вошёл в состав советской сборной и выступил на чемпионате Европы в Берне, где в зачёте ходьбы на 10 000 метров выиграл серебряную медаль — уступил только представителю Чехословакии Йозефу Долежалу. В той же дисциплине одержал победу на чемпионате СССР в Киеве.
В 1955 году на чемпионате СССР в Тбилиси превзошёл всех соперников в ходьбе на 50 км, установив при этом новый мировой рекорд — 4:07.28,6. Вместе с двумя другими призёрами, Анатолием Ведяковым и Михаилом Лавровым, стал первым ходоком в истории, преодолевшими эту дистанцию быстрее 4 часов 10 минут.
В 1956 году на Спартакиаде народов СССР в Москве москвич Григорий Климов превзошёл достижение Егорова на дистанции 50 км.
В 1957 году Анатолий Егоров победил в ходьбе на 20 км на чемпионате СССР в Москве.
В 1959 году в дисциплине 50 км стал серебряным призёром на чемпионате страны в рамках II летней Спартакиады народов СССР в Москве.
Устанавливал также мировые рекорды в ходьбе на 30 км (2:17.16,8) и в двухчасовой ходьбе (26 429 м). Мастер спорта СССР.
Умер в 1990-х годах.